# Fußball-Oberliga Baden-Württemberg 1991/92
Die Fußball-Oberliga Baden-Württemberg 1991/92 war die 15. Oberligaspielzeit.
Der ambitionierte SSV Reutlingen unter Wilfried Gröbner  wurde nach 1989 erneut Meister der Oberliga Baden-Württemberg und nahm zum dritten Mal innerhalb kurzer Zeit an der Aufstiegsrunde zur 2. Bundesliga teil. In dieser verpasste man nur knapp den Aufstieg in die zweithöchste Spielklasse. An der deutschen Amateurmeisterschafts-Endrunde nahm der SSV Ulm teil, dort belegten die Spatzen hinter Finalist SpVgg Bad Homburg den zweiten Platz.
In die untergeordneten Ligen stiegen die zwei Neulinge VfB Leimen und die Amateure der Stuttgarter Kickers ab. Hinzu kamen mit dem FC Marbach und dem FV 09 Weinheim zwei langjährige Oberligamitglieder. Für beide Vereine war es die letzte Saison in der Oberliga Baden-Württemberg. Während man in Weinheim unter anderem Namen Jahre später wieder Oberligaspiele sehen konnte, ist das den Zuschauern bisher nicht wieder vergönnt. Im Gegenzug stiegen zur Folgesaison der VfR Pforzheim aus der Verbandsliga Baden, die SG Lörrach-Stetten aus der Verbandsliga Südbaden sowie der VfL Kirchheim/Teck aus der Verbandsliga Württemberg, als jeweiliger Staffelmeister direkt auf. Über die Aufstiegsrunde der Vizemeister qualifizierte sich noch der SC Geislingen aus der Verbandsliga Württemberg.

## Abschlusstabelle
| Pl. | Verein                           | Sp. | S  | U  | N  | Tore    | Diff. | Punkte |
| --- | -------------------------------- | --- | -- | -- | -- | ------- | ----- | ------ |
| 1.  | SSV Reutlingen                   | 34  | 23 | 6  | 5  | 066:250 | +41   | 52:16  |
| 2.  | SSV Ulm 1846                     | 34  | 17 | 12 | 5  | 055:340 | +21   | 46:22  |
| 3.  | Karlsruher SC Amateure           | 34  | 14 | 14 | 6  | 055:360 | +19   | 42:26  |
| 4.  | Freiburger FC (N)                | 34  | 15 | 12 | 7  | 059:520 | +7    | 42:26  |
| 5.  | VfB Stuttgart Amateure           | 34  | 13 | 12 | 9  | 062:540 | +8    | 38:30  |
| 6.  | VfB Gaggenau                     | 34  | 13 | 11 | 10 | 049:390 | +10   | 37:31  |
| 7.  | SV 98 Schwetzingen               | 34  | 12 | 13 | 9  | 044:360 | +8    | 37:31  |
| 8.  | SpVgg Ludwigsburg                | 34  | 12 | 12 | 10 | 033:240 | +9    | 36:32  |
| 9.  | TSF Ditzingen (N)                | 34  | 15 | 6  | 13 | 055:530 | +2    | 36:32  |
| 10. | VfR Mannheim                     | 34  | 10 | 12 | 12 | 051:460 | +5    | 32:36  |
| 11. | SV Sandhausen                    | 34  | 11 | 10 | 13 | 045:460 | −1    | 32:36  |
| 12. | VfL Sindelfingen                 | 34  | 9  | 14 | 11 | 046:570 | −11   | 32:36  |
| 13. | 1. FC Pforzheim (M)              | 34  | 12 | 6  | 16 | 053:510 | +2    | 30:38  |
| 14. | SC Pfullendorf                   | 34  | 8  | 14 | 12 | 041:480 | −7    | 30:38  |
| 15. | FC Marbach                       | 34  | 8  | 10 | 16 | 029:600 | −31   | 26:42  |
| 16. | FV 09 Weinheim                   | 34  | 9  | 7  | 18 | 040:570 | −17   | 25:43  |
| 17. | VfB Leimen (N)                   | 34  | 7  | 8  | 19 | 028:650 | −37   | 22:46  |
| 18. | Stuttgarter Kickers Amateure (N) | 34  | 5  | 7  | 22 | 034:620 | −28   | 17:51  |

| (M) | Titelverteidiger                         |
| (N) | Aufsteiger aus den Verbandsligen 1990/91 |

## Torschützenliste
|     | Spieler           | Verein              | Tore |
| --- | ----------------- | ------------------- | ---- |
| 01. | Fredi Bobic       | TSF Ditzingen       | 19   |
| 02. | Holger Janz       | VfR Mannheim        | 17   |
| 03. | Rifat Kolasinac   | VfB Gaggenau        | 14   |
| 03. | Klaus Perfetto    | SSV Ulm             | 14   |
| 03. | Uwe Eckhardt      | VfB Gaggenau        | 14   |
| 06. | Christian Streich | Freiburger FC       | 13   |
| 06. | Thomas Winter     | SSV Reutlingen      | 13   |
| 08. | German Scholl     | SV Sandhausen       | 12   |
| 09. | Oliver Merkel     | SSV Reutlingen      | 11   |
| 09. | Christian Putsche | FV 09 Weinheim      | 11   |
| 09. | Markus Beierle    | Stuttgarter Kickers | 11   |
| 09. | Thomas Siegmund   | SSV Ulm             | 11   |

## Aufstiegsrunde zur 2. Bundesliga
Als Meister der Oberliga Baden-Württemberg traf der SSV Reutlingen in der Aufstiegsrunde zur 2. Bundesliga auf die SpVgg Unterhaching und Viktoria Aschaffenburg. Diese Aufstiegsrunde gegen die ambitionierten Randmünchener und die traditionsreiche Viktoria mit Trainer Werner Lorant war an Dramatik kaum zu überbieten. Da alle drei Hinspiele Unentschieden endeten, hatten alle drei Mannschaften zunächst die gleiche Punktzahl. Mit dem vielumjubelten 3:1-Heimsieg gegen Aschaffenburg setzte sich Reutlingen zunächst an die Spitze. Die Ernüchterung folgte fünf Tage später in Unterhaching, wo die Württemberger, auch durch Verletzungen gehandicapt, das Spiel mit 0:2 verloren. Da Aschaffenburg bei einem hohen Sieg im letzten Spiel gegen Unterhaching selbst aufgestiegen wäre, war klar, das Reutlingen nicht mehr aufsteigen konnte. Letzten Endes gewann aber Unterhaching in Aschaffenburg knapp mit 1:0 und stieg in die 2. Bundesliga auf.

### Spiele
|                        |   |                        | Hinspiel | Rückspiel |
| ---------------------- | - | ---------------------- | -------- | --------- |
| Viktoria Aschaffenburg | – | SSV Reutlingen 05      | 1:1      | 1:3       |
| SSV Reutlingen 05      | – | SpVgg Unterhaching     | 0:0      | 0:2       |
| SpVgg Unterhaching     | – | Viktoria Aschaffenburg | 1:1      | 1:0       |

### Abschlusstabelle
| Pl. | Verein                 | Sp. | S | U | N | Tore    | Diff. | Punkte |
| --- | ---------------------- | --- | - | - | - | ------- | ----- | ------ |
| 1.  | SpVgg Unterhaching     | 4   | 2 | 2 | 0 | 004:100 | +3    | 06:20  |
| 2.  | SSV Reutlingen 05      | 4   | 1 | 2 | 1 | 004:400 | ±0    | 04:40  |
| 3.  | Viktoria Aschaffenburg | 4   | 0 | 2 | 2 | 003:600 | −3    | 02:60  |

## Baden-Württemberg-Meister
| 1.                  | SSV Reutlingen |
| Logo SSV Reutlingen | Manfred Vöhringer (32 Spiele / Tore –) Jürgen Schaich (32/-) Uwe Schöler (31/4), Andreas Hintke (27/1), Jürgen Schnizler (27/4) Uwe Heth (26/1), Markus Gisdol (15/3), Ivica Silic (14/0) Thomas Winter (34/13), Oliver Merkel (24/11), Klaus Weiss (26/12) Trainer: Wilfried Gröbner |
| Logo SSV Reutlingen | außerdem: Björn Roth (28/6), Thomas Schwend (23/-); Klaus Schmidt (21/1), Artur Beck (20/3), Marc Heinkelein (13/-), Holger Demme (9/2), Evangelos Aroutsidis (4/-); Henning Hansen (3/-) ; Ronny Herder(2/-)                                                                         |